# Fujimaki Yoshio

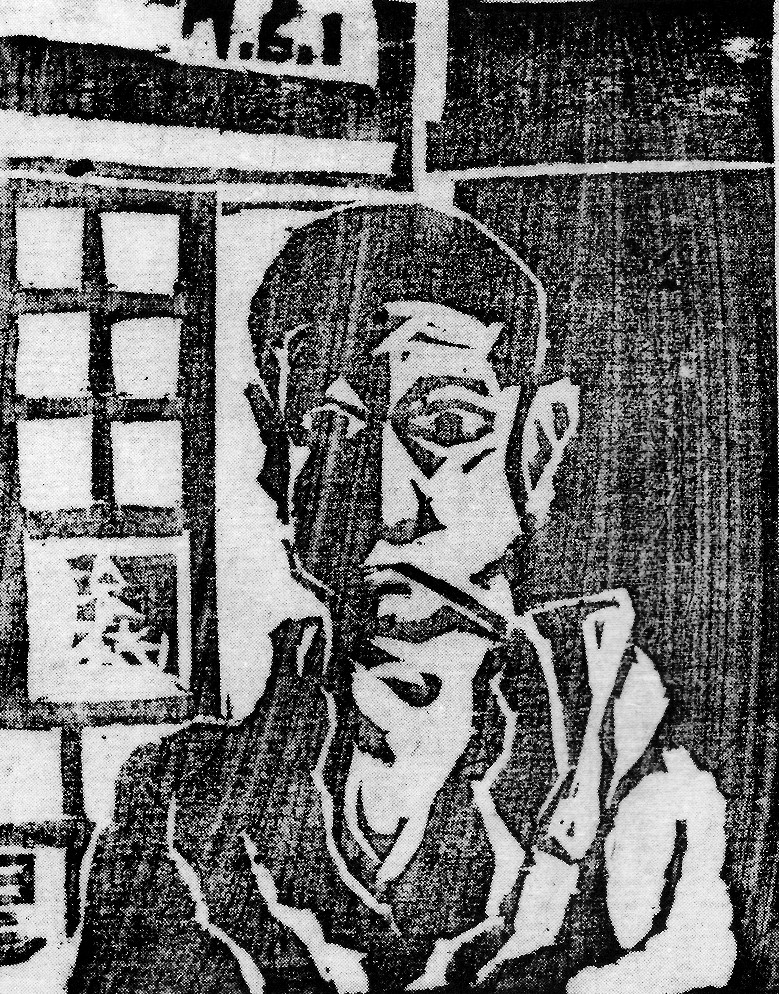
Selbstbildnis (1932)

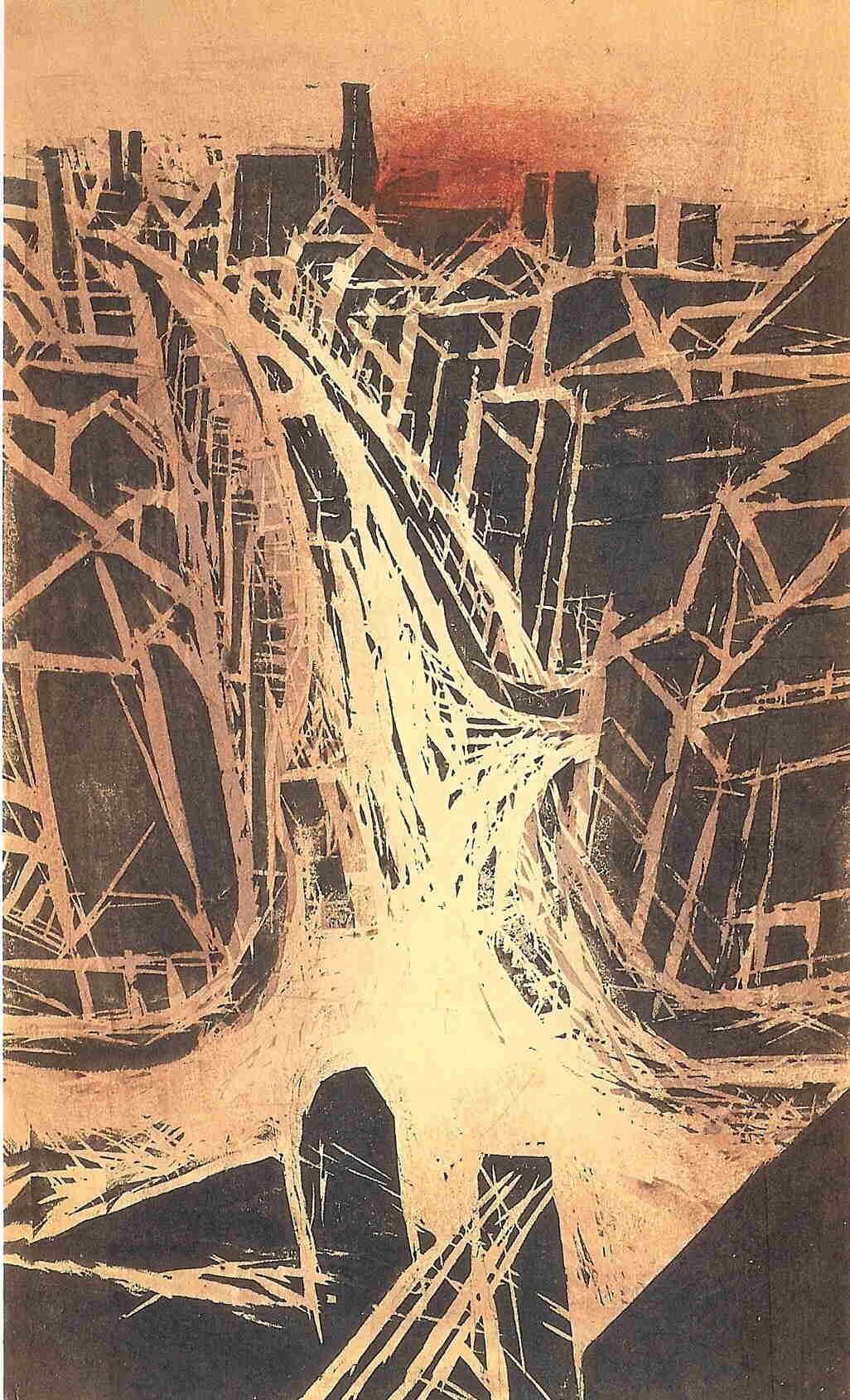
„Rote Sonne“ (1934)

Fujimaki Yoshio (japanisch 藤牧 義夫; * 29. Januar 1911; vermisst seit dem 2. September 1935) war ein japanischer Holzschnittkünstler im Sōsaku-hanga-Stil.

## Ein kurzes Leben
Fujimaki Yoshio wurde in der Präfektur Gumma als Sohn eines Lehrers geboren. Schon in der Grundschule fing er an zu zeichnen. Er war zehn Jahre alt, als er den Kronprinzen, der von einem England-Besuch zurückkehrte, als Aquarell auf Zeitungspapier malte und damit in der Schule Aufsehen erregte. Mit dreizehn bekam er einen Preis für seinen Holzschnitt des Glücksgottes Daikokuten. Als sein älterer Bruder 1927 starb, musste er mit sechzehn für die Familie sorgen. In dem Jahr ging er nach Tokyo. Angeregt durch Hiratsuka Unichis „Technik des Holzschnitts“ (版画の技法, Hanga no gijhō) wandte er sich dem Holzschnitt zu.
1931 konnte er einen Holzschnitt in der Jahresausstellung der bedeutenden Künstlervereinigung Shunyō-kai ausstellen. Ein weiterer Holzschnitt wurde in dem Jahr in der Zeitschrift des Sōsaku-hanga-Clubs publiziert. 1932 beteiligte er sich an der Gründung einer von Ono Tadashige angeregten Künstlervereinigung.
1935 arbeitete er ununterbrochen, aber es ging ihm finanziell schlecht und man nimmt an, dass er in Depression verfiel. Am 2. September 1935 besuchte er das Haus eines Freundes, wobei er alle seine Zeichnungen, Graphiken und seine Büchersammlung mitbrachte und da ließ. Er verließ dann das Haus und verschwand spurlos.

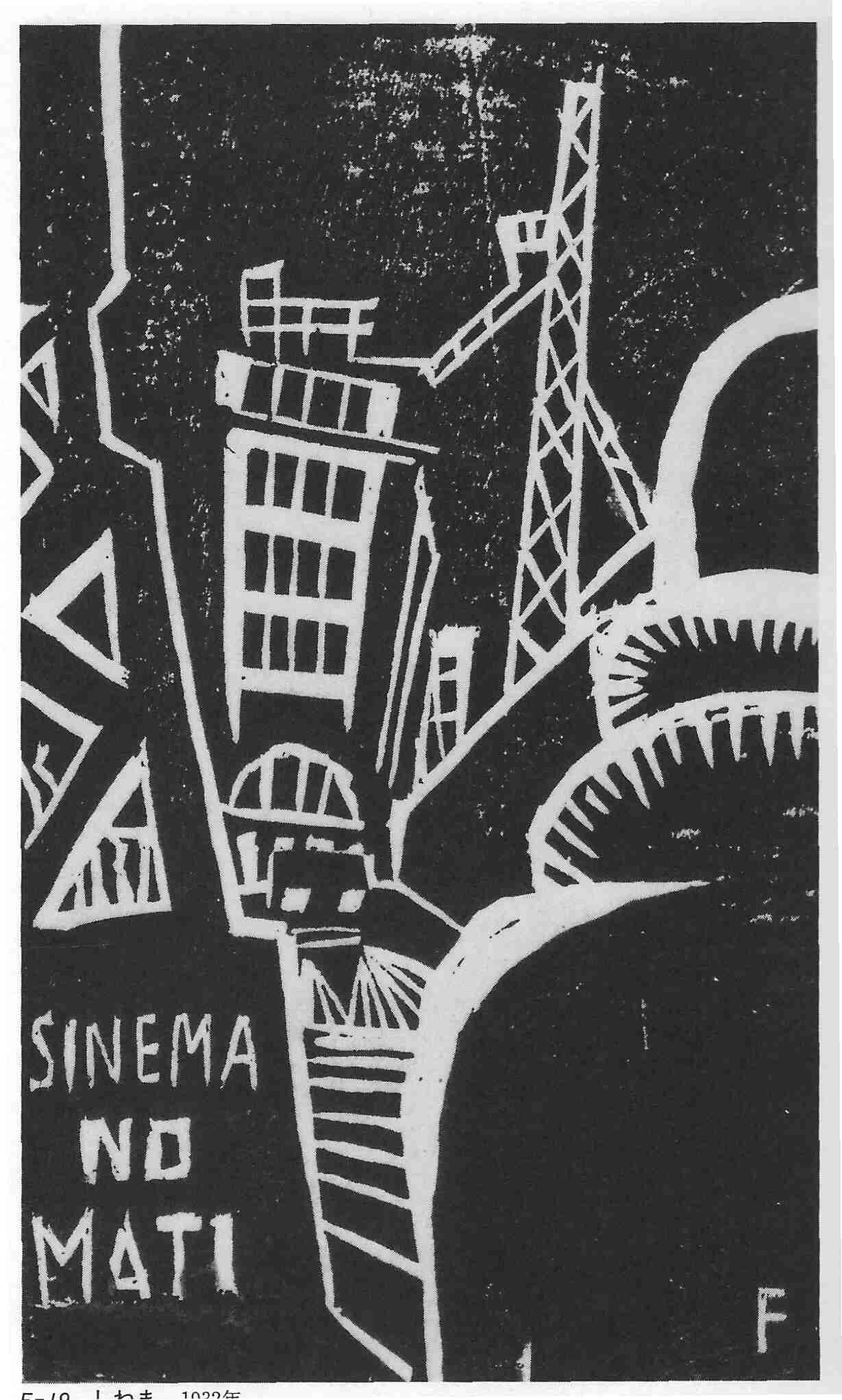
„Kino-Stadt“ (1932)
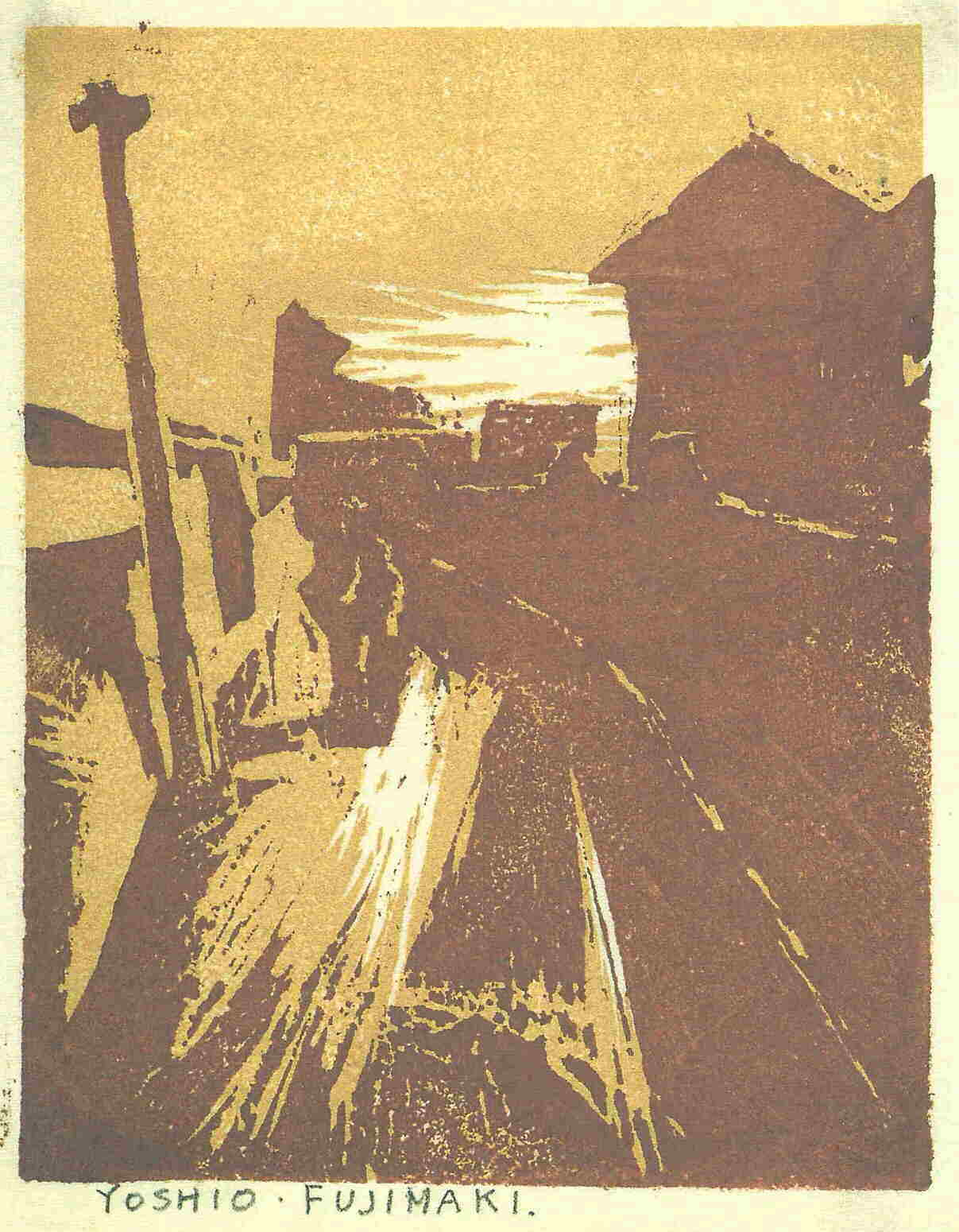
„Hintergasse“ (1933)
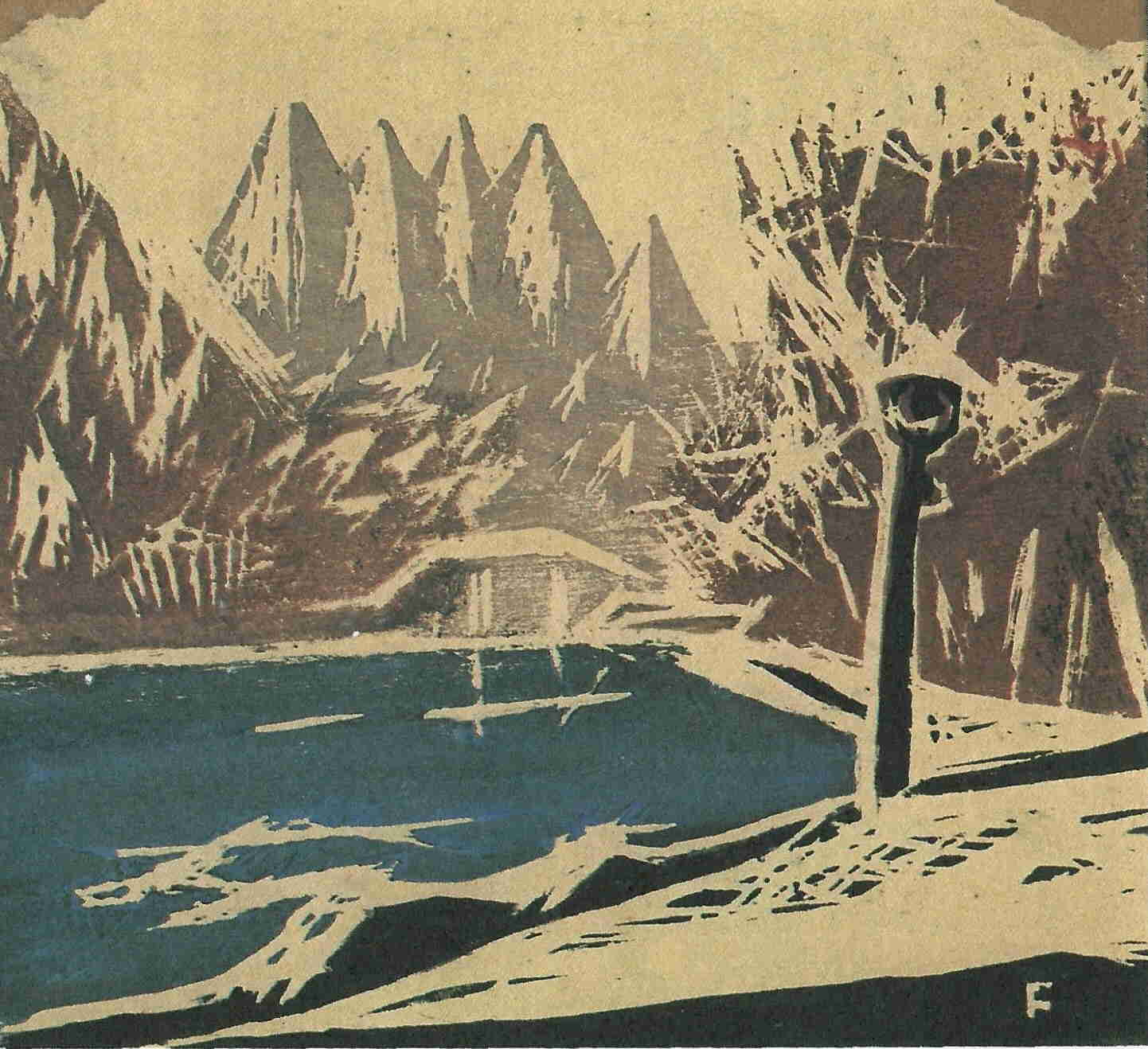
„Inokashira-Teich“ (1934)
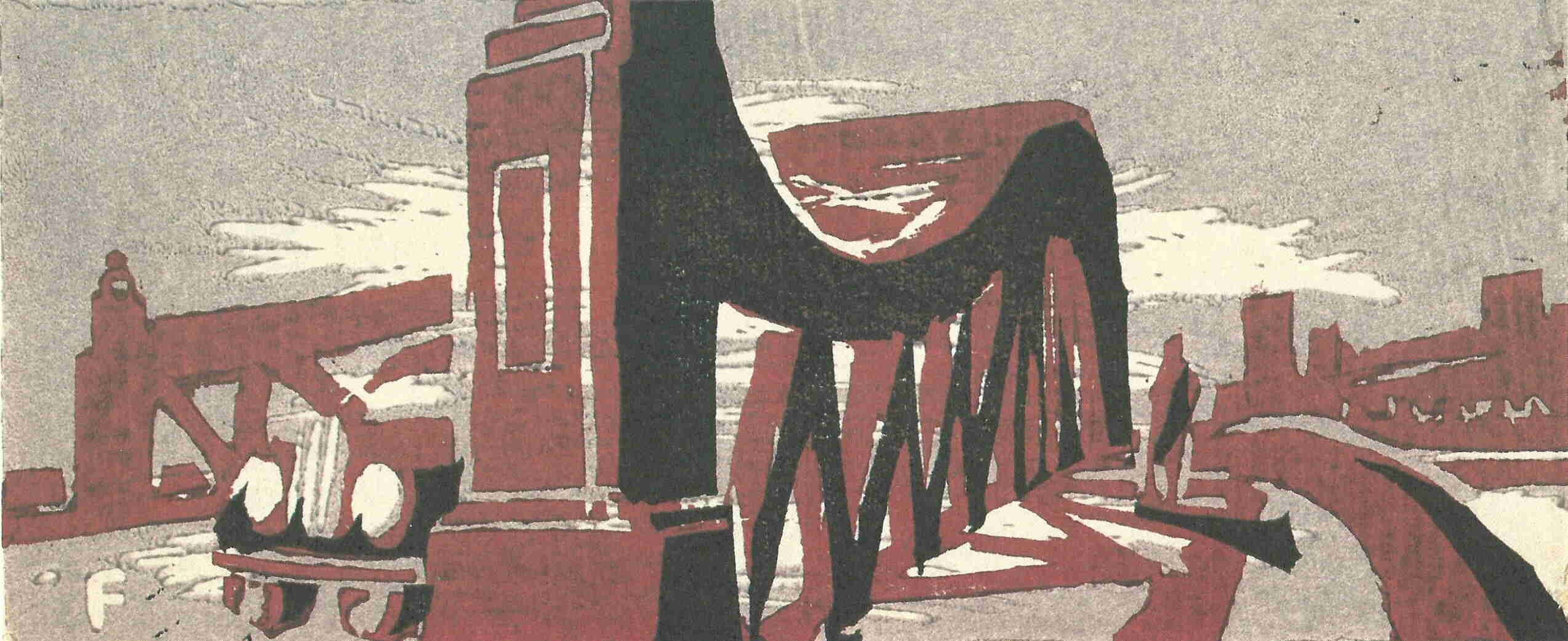
„Brücke mit weißem Schnurrbart“ (1935)